# Edgar Syers
Edgar Syers (Brighton, 18 marzo 1863 – Maidenhead, 16 febbraio 1946) è stato un pattinatore artistico su ghiaccio, dirigente sportivo e allenatore di pattinaggio su ghiaccio britannico.
Fu anche promotore degli sport invernali nel Regno Unito. Vinse un bronzo ai Campionati mondiali di pattinaggio di figura e un bronzo alle Olimpiadi del 1908. Fondò il Great Britain Ski Club e fu il primo rappresentante degli sport invernali all'interno dell'Associazione olimpica britannica.

## Biografia
Edgar Syers fu uno dei primi britannici a dedicarsi agonisticamente al pattinaggio di figura. Il suo miglior risultato a livello individuale fu il terzo posto ai Campionati mondiali di pattinaggio di figura nel 1899 a Davos. Nello stesso anno vinse i campionati britannici a coppie assieme alla fidanzata Madge Cave, che sarebbe diventata la signora Syers l'anno dopo.
Fu allenatore della moglie, pioniera del pattinaggio di figura femminile, al punto da gareggiare, e a volte vincere, nelle competizioni riservate agli uomini. Nel 1904 Edgard Syers arrivò secondo nella Swedish Cup, trofeo del campionato britannico individuale, proprio dietro alla moglie.
Oltre al pattinaggio, Syers era un entusiasta appassionato degli sport invernali in generale. Nel 1903 fondò il Great Britain Ski Club, tuttora attivo, e nel 1905 partecipò al primo incontro del Comitato Olimpico britannico come rappresentante degli sport invernali. Fu uno dei componenti del comitato organizzatore della IV Olimpiade, che si tenne a Londra nel 1908.
In quell'edizione dei Giochi il programma era stato diviso in due sessioni, quella estiva e quella autunnale, che prevedeva anche sport invernali quali il pattinaggio di figura e l'hockey su ghiaccio. Le gare si svolsero il 28 e 29 ottobre presso il Prince's Skating Club Rink di Knightsbridge. Oltre ad occuparsi dell'organizzazione, Edgard Syers partecipò attivamente ai Giochi come atleta. In coppia con la moglie vinse la medaglia di bronzo nella gara di pattinaggio a coppie.

## Al cinema
Edgar Syers appare insieme alla moglie Madge in un documentario del 1914 prodotto dalla Edison Company, On the Ice, che venne girato a Wengen.

## Palmarès

### Individuale
| Evento              | 1899 |
| ------------------- | ---- |
| Campionato mondiale | 3°   |

### Coppie
| Evento          | 1908 |
| --------------- | ---- |
| Giochi olimpici | 3°   |